# Virginia Pereira Álvarez
Virginia Pereira Álvarez (1888-12 tháng 4 năm 1947) là người phụ nữ Venezuela đầu tiên ghi danh vào khóa học y khoa ở Venezuela.

## Sự nghiệp
Pereira Álvarez sinh ra ở Ciudad Bolívar, bang Bolívar, vào năm 1888, và là một giáo viên bình thường tốt nghiệp năm 1903. bà bắt đầu nghiên cứu y học tại Đại học Trung tâm Venezuela năm 1911, di cư sang Hoa Kỳ vào năm 1912. Bà di cư sang Hoa Kỳ vào năm 1912. Bà thành lập chính mình tại Philadelphia, Pennsylvania, tại Đại học Y khoa Phụ nữ Pennsylvania, đạt được danh hiệu vào năm 1920. Bà trở lại Venezuela vào năm 1921, là một phần của nhóm cùng với bác sĩ Arnoldo Gabaldón bắt đầu nghiên cứu các phương pháp chữa bệnh có thể mắc phải. Bà qua đời vào ngày 12 tháng 4 năm 1947 tại Philadelphia vì chứng tăng huyết áp và biến chứng tim không kiểm soát được. Hài cốt của bà nằm trong Nghĩa trang Fernwood.